# カンディド・ポルチナーリ

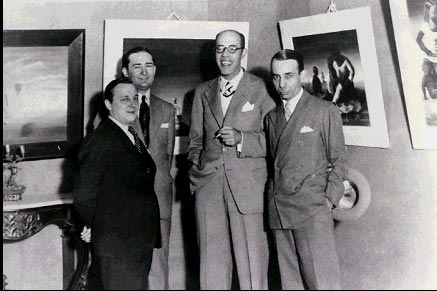
Candido Portinari, Antônio Bento, Mário de Andrade, Rodrigo Melo Franco.

カンディド・ポルチナーリ（Candido Portinari 、1903年12月30日 - 1962年2月6日）は、サンパウロ州生まれのブラジル人画家。Candidoをカンディドとするのはポルトガル語読みで、ブラジルポルトガル語読みではカンヂードと表記する。

## プロフィール

### 生い立ち
ポルチナーリは、サンパウロ州ヒベイロン・プレート市サンタ・ホザ（Santa Rosa）にあるコーヒー農園のイタリア系移民の12人兄弟の2番目の子どもとして生まれた。その後近くのプロドスキー（Brodowski）に居を移し、両親は小さな雑貨店を営み、彼はここで少年時代を過ごす。幼少の時から絵の才能を周囲に認められていた彼は、16歳の時、絵を学ぶ為にリオ・デ・ジャネイロに行き、国立芸術学校（Escola Nacional de Belas Artes）で学ぶ。
1928年に、第35回芸術学校展覧会にて『オレガリオ・マリアーノ（Oregario Mariano）の肖像』で金賞を受賞し、ヨーロッパ旅行の権利を得、イタリア・イギリス・フランス・スペインなどに滞在する。滞在中友人に、後に『パラニンの手紙（Carta do Palaninho）』と呼ばれる手紙を書く。その中で彼はパラニンが故郷ブロドスキーにいた普通の人であるのにもかかわらず、思い出さずにはいられない心境を述べる。「ここからだと、自分の故郷がもっとよく見える。自分は、これからは（故郷に居た）あのパラニンを描こう。いつもの服を着た彼らをありのままの色で描こう。」と決心を語る。その後、この言葉通り彼は生涯を通じて故国ブラジルの姿を描いていく。

### ブラジル現代画家として
1930年、フランスでウルグアイ人のマリア・マルチネリ（Maia Victoria Martinelli）と結婚。翌年ブラジル・リオ・デ・ジャネイロに戻る。1年半余りのヨーロッパ滞在中には美術館鑑賞ばかりしてわずか6枚の絵しか描かなかった彼だが、その後は精力的に活動し30年余りの間におよそ5000点の作品・デッサン・壁画などを残す。
リオのアトリエにはいつも評論家・画家などの文化人が集まっていた。生計を保つためにも活動当初は肖像画を多数描いている。その幅広い交友関係の中には日本人画家・藤田嗣治、詩人・マヌエル・バンデイラ（Manuel Bandeira）、評論家・マリオ・デ・アンドラーデ (Mario de Andrade) などの多くの著名人もいた。
1932年、彼はリオのパラセ・ホテル（Palace Hotel）で個展を開く。60点の作品は、幼少時代・サーカスなどブラジル人の生活をテーマにしたもので、当時一般的には芸術的とは見なされていなかったテーマであったため評論家からの批判もあったが、ブラジル現代画家としてデビューした。
1934年には、初めて社会的なテーマを扱った『放浪者（Os Despejados）』を発表。その後、白人と黒人の混血児を描いた『メスチソ（Mestico）』はサンパウロ州立美術館（Pinacoteca do Estado de Sao Paulo）の所蔵品となり、彼の国内での評価は（批判も続いていたが）高まっていった。
1935年、アメリカ・ピッツバーグのカーネギー財団の展覧会でコーヒー農園で働く農民達の姿を描いた『コーヒー（Cafe）』を発表し、国際的にも注目を集める。
ヨーロッパ滞在中から壁画に興味を持っていた彼は、1936年から1944年の間、時のジェトゥリオ・バルガス大統領（Getulio Vargas）の元で、教育文化保健省（Ministerio da Educacao e Saude）の建物に農民達の姿を描いた作品群を完成する。この作品には、当時まだ10代であったエンリコ・ビアンコ（Enrico Bianco）も彼の元で参加している。
1939年、アメリカ・ニューヨークの現代美術館（MAM）が、ファベーラの日常生活を描いた『貧民窟（Morro）』を所蔵品とする。また、ピカソ（PIcasso）のゲルニカ（Guernica）に深く感動した彼は、その画風に影響を受けて、聖書をテーマにした『ビブリカシリーズ（Sirie Biblica）』を完成。この年には、息子ジョアン（João Candido Portinari）が生まれる。
1944年には、建築家オスカー・ニーマイヤー（Oscar Niemeyer）の招きに応じ、ミナスジェライス州ベロホリゾンチ（Belo Horizonte）パンプーリャ (Panpulha) の聖フランシスコ教会（Igreja Sao Francisco de Assisi）の聖フランシスコの生涯を描いたタイル画、14枚の『十字架の道行（Via Sacra）』、『聖フランシスコの悟り（Sao Franciso se Despojando das Vestes）』を完成。北部の干ばつにより土地を追いやられた流民達の悲劇を描いた『ヘチランテス（Sirie Retirantes）』、幼少時代を過ごしたブロドスキーの少年達を描いた『ブロドスキーの少年達（Sirie Meninos de Brodouski）』と一連の代表作を発表する。
1946年には、ヨーロッパで初の個展をパリのシャーペンテール画廊（Galeia Charpentier）で開き、フランス政府から叙勲（Legion d‘Honneur）される。
1950年に、ブラジル独立のシンボルとなった悲劇の英雄『チラデンテス（Tiradentes）」で、平和維持会議（the second world congress of defender of peace）』から金賞を贈られている。ブラジル政府から要請を受け、1枚の大きさが約14×10メートルという彼自身の最大の壁画となる『平和（Paz）』と『戦争（Guerra）』を完成させ、1957年にニューヨークの国連本部に設置する。
鉛中毒を避ける為に、常に黄色のゴム手袋をして描いていたが中毒症状が進行し、1962年2月6日家族に見守られながらリオの病院で息を引き取る。

## 死後
- 2007年12月20日未明、サンパウロ美術館（MASP）から、パブロ・ピカソ作の「シュザンヌ・ブロックの肖像（Retrato de Suzanne Bloch）」とポルチナーリ作の「コーヒー園の農夫（O lavrador de café）」の2点が、わずか3分間で盗まれるという事件があった。翌年、1月8日、2点は無事に取り戻された。

## 代表的な作品
- 聖フランシスコ教会（Igreja Sao Francisco de Assisi）の壁画・タイル画・油絵
ブラジル・ミナスジェライス州ベロホリゾンチ・パンプーリャ。ペロホリゾンチの観光スポットになっている。
- チラデンテス（Tiradentes）
サンパウロ市 ラテン・アメリカ記念公園（Memorial da America Latina）所蔵
オスカー・ニーマイヤー設計による展示施設内で常設展示。2007年5月には、ローマ法皇・ベネジクト16世も訪れている。
- コーヒー（Cafe）/オレガリオ・マリアーノ（Oregalio Mariano）の肖像
リオ・デ・ジャネイロ市 国立美術館（Museu Nacional de Belas Artes）所蔵
- メスチソ（Mestico）
サンパウロ州立美術館（Pinacoteca do Estado de Sao Paulo）の所蔵
- ヘチランテス（Sirie Retirantes） ビブリカシリーズ（Sirie Biblica）
サンパウロ美術館（Museu de Arte de Sao Paulo / MASP）所蔵
- バタタイス教会（Igreja Matriz）の壁画・油絵
ブロドスキーの隣町・バタタイス（Batatais）の教会。
- ポルチナーリ美術館（Muse Casa de Portinari）
ブロドスキーの幼少時代を過ごした家が美術館になっている。体調がすぐれず教会に通えなくなった祖母・ノナ（Nonna）の為に作ったノナ礼拝堂（Capela da Nonna）の壁画が有名。

## 書籍
- 『プロドスキーの少年』（O Menino de Brodosqui）- 彼自身による幼少時代の思い出。
- 『カンディド・ポリチナーリ 絵画の開拓者』（Candido Portinari - O Lavrador de Quadros） プロジェクト・ポリチナーリ編